# メッセージ (映画)
『メッセージ』（Arrival）は、テッド・チャンの中編小説「あなたの人生の物語」を基にエリック・ハイセラーが脚本を手掛けドゥニ・ヴィルヌーヴが監督した2016年のアメリカ合衆国のSFドラマ映画である。出演はエイミー・アダムス、ジェレミー・レナー、フォレスト・ウィテカーらである。
主要撮影は2015年6月7日よりカナダのモントリオールで行われた。2016年9月1日にヴェネツィア国際映画祭でプレミア上映された後、2016年11月11日よりパラマウント映画配給でIMAXを含む劇場で公開された。日本では、第29回東京国際映画祭・特別招待作品として先行上映が行われ、2017年5月19日に全国公開された。

## あらすじ
世界各地に謎の宇宙船が現れ、言語学者のルイーズ・バンクス（エイミー・アダムス）、物理学者のイアン・ドネリー（ジェレミー・レナー）、アメリカ陸軍大佐のウェバー（フォレスト・ウィテカー）たちが調査を始める。
ルイーズとイアンはウェバーらが指揮する宿営地に加わる。そこでの任務は宇宙船の中にいる2体の地球外生命体「ヘプタポッド」と交信して、飛来の目的を探ることだった。試行錯誤の末、墨を吹き付けたようにして描かれるヘプタポッドの文字言語の解読がはじまる。並行して、ルイーズは母となった自分が、病で死んでいく娘を持つ光景のフラッシュバックに悩まされる。過去の記憶のように感じられるが、彼女は娘を持ったことがない。
結論を急ぐ政府の要請を受け、ルイーズがヘプタポッドに飛来の目的を尋ねると、『人類に「武器＝道具」を与えるため』と読み取れる返答があった。中国軍がこの情報を受け取り、ヘプタポッドを脅威と見なし、対ヘプタポッド戦争の準備に入る。
ルイーズとイアンは慌ててヘプタポッドと再度対面に向かうが、開戦派の一部将校が仕込んだ爆弾がそこで爆発する。二人はヘプタポッドにより助けられ、複雑で巨大なメッセージを受け取る。彼らは解読を始めるが、その頃世界では各国が中国に続く動きをして、全面戦争が始まる寸前になっていた。
ルイーズは一人円盤に乗り込み、そこでヘプタポッドが地球に来た理由を知らされる。彼らは3000年後に人類から助けられるため、贈り物をするのだという。ルイーズはヘプタポッドが時間を超越していること、フラッシュバックしていたのは自分の未来であることも知る。
ルイーズはヘプタポッドの言語を学ぶにつれ、ヘプタポッドのように未来を認識することができるようになっていた。開戦が迫る中、ルイーズは中国軍のシャン上将に電話して説得を試みる。誰も知らないはずの妻の死ぬ間際のメッセージを伝えられたシャン上将は説得に応じ、戦争は食い止められた。各地の宇宙船は次々と空に消える。ルイーズは後にパーティー会場でシャン上将と初対面し、彼を説得する決め手となった情報を受け取るのであった。
役目を終えて撤退する宿営地の脇でイアンがルイーズに結婚を申し込む。将来娘とイアンを失う運命を避けられないと知りながらルイーズはプロポーズを受け入れる。

## キャスト
※括弧内は日本語吹替
- ルイーズ・バンクス - エイミー・アダムス（中村千絵）
- イアン・ドネリー - ジェレミー・レナー（加瀬康之）
- ウェバー大佐 - フォレスト・ウィテカー（立木文彦）
- ハルパーン捜査官 - マイケル・スタールバーグ（石原辰己）
- マークス大尉 - マーク・オブライエン（川原元幸）
- シャン上将 - ツィ・マー（堀越富三郎）

## 製作
企画は遅くとも2012年11月の段階で始まっており、フィルムネーション・エンターテインメントが関与していた。2014年5月にパラマウントは北米での映画の権利を獲得したことを発表し、2015年3月6日にはジェレミー・レナーがアダムスと共にエイリアンとのコミュニケーションを試みる物理学教授役でキャストに加わった。2015年4月1日にフォレスト・ウィテカーが出演契約を交わし、さらに2015年6月にはマイケル・スタールバーグがCIA捜査官のハルパーン役で加わった。2016年6月、原題が原作と同じ『Story of Your Life』から『Arrival』に変更されたことが報じられた。
科学的側面は物理学者のスティーブン・ウルフラムが監修している。

### 撮影
レナーが『シビル・ウォー/キャプテン・アメリカ』を終えた直後である2015年6月7日よりカナダケベック州モントリオールで主要撮影が始まった。

### 音楽
音楽はヨハン・ヨハンソンが担当した。ヨハンソンが監督のヴィルヌーヴとコラボレートするのは本作品で3回目だった。オープニングとエンディングの曲はマックス・リヒターの作品 "On the Nature of Daylight" である。ヨハンソンによれば、始まりと終わりのシーンのリヒターの曲とその他のシーンのヨハンソンの曲のあいだには強いコントラストがある。
終盤のレセプションの場面では、ドヴォルジャークの弦楽セレナーデ ホ長調 Op.22 第4楽章ラルゲットの一部が印象的に使われている。演奏は、ブノワ・フロマンガー指揮／ベルリン室内プレイヤーズ。（1h38m58s～1h40m47s　ルイーズがシャン上将から、彼の妻の最期の言葉を聞く、作品のキイとなるシーンである）

## 公開
2016年8月にティーザー予告が公開され、その翌週には1本目の公式予告が公開された。
同年9月1日、ヴェネツィア国際映画祭でプレミア上映された。9月9日、トロント国際映画祭で上映された。9月22日、テキサス州オースティンで開かれたファンタスティック・フェストで上映された。脚本を書いたエリック・ハイセラーは会期中の9月末、字幕で翻訳されなかったシャン上将の妻の最後の言葉が何であるかを明かした。ハイセラーはその最後の言葉は「戦争で勝者はいない。いるのは未亡人だけだ」だと述べた。
2016年11月11日より北米で劇場公開された。

## 備考
- 日本ではキービジュアルのポスターが公開された後、本作に登場する宇宙船のデザインがスナック煎餅「ばかうけ」に酷似していることがSNSを中心に話題となった。監督ヴィルヌーヴはこれを受けて日本での公開直前、日本向けのスペシャルメッセージをYouTubeで公開し、「ご推察の通り、宇宙船のデザインは『ばかうけ』に影響を受けたものだ」とジョークを交えてコメントした[27]。一方、ばかうけを製造販売する栗山米菓では、本社敷地内の「ばかうけ稲荷」で本作の「ばかうけ」を祈願した[28]ほか、ばかうけとのコラボポスターも公開された[29]。

- 劇中でルイーズは、カンガルーという言葉は先住民族の”意味が分からない”を語源としていると語っているが、劇中でも語られているように、これはあくまで俗説であり、実際には、先住民族の言語で”跳ぶもの”を語源としている(カンガルー#語源も参照)。[30]

## 評価

### 受賞
| 年   | 映画賞                                   | 賞                      | 対象                     | 結果       | 出典          |
| ---- | ---------------------------------------- | ----------------------- | ------------------------ | ---------- | ------------- |
| 2016 | 第22回クリティクス・チョイス・アワード   | SF/ホラー映画賞         |                          | 受賞       | [ 31 ] [ 32 ] |
| 2016 | 第22回クリティクス・チョイス・アワード   | 主演女優賞              | エイミー・アダムス       | ノミネート | [ 31 ] [ 32 ] |
| 2016 | 第22回クリティクス・チョイス・アワード   | 監督賞                  | ドゥニ・ヴィルヌーヴ     | ノミネート | [ 31 ] [ 32 ] |
| 2016 | 第16回ニューヨーク映画批評家オンライン賞 | 今年の映画ベスト12      |                          | 選出       | [ 33 ]        |
| 2017 | 第74回ゴールデングローブ賞               | 主演女優賞 (ドラマ部門) | エイミー・アダムス       | ノミネート | [ 34 ] [ 35 ] |
| 2017 | 第74回ゴールデングローブ賞               | 音楽賞                  |                          | ノミネート | [ 34 ] [ 35 ] |
| 2017 | 第21回美術監督組合（ADC賞）              | ファンタジー映画部門    |                          | ノミネート | [ 36 ]        |
| 2017 | 2017年度全米脚本家組合賞                 | 脚色賞                  |                          | 受賞       | [ 37 ]        |
| 2017 | 第70回英国アカデミー賞                   | 作品賞                  |                          | ノミネート | [ 38 ]        |
| 2017 | 第70回英国アカデミー賞                   | 監督賞                  | ドゥニ・ビルヌーブ       | ノミネート | [ 38 ]        |
| 2017 | 第70回英国アカデミー賞                   | 主演女優賞              | エイミー・アダムス       | ノミネート | [ 38 ]        |
| 2017 | 第70回英国アカデミー賞                   | 脚色賞                  | エリック・ハイセラー     | ノミネート | [ 38 ]        |
| 2017 | 第70回英国アカデミー賞                   | 撮影賞                  |                          | ノミネート | [ 38 ]        |
| 2017 | 第70回英国アカデミー賞                   | 編集賞                  |                          | ノミネート | [ 38 ]        |
| 2017 | 第70回英国アカデミー賞                   | 作曲賞                  |                          | ノミネート | [ 38 ]        |
| 2017 | 第70回英国アカデミー賞                   | 音響賞                  |                          | 受賞       | [ 38 ]        |
| 2017 | 第70回英国アカデミー賞                   | 視覚効果賞              |                          | ノミネート | [ 38 ]        |
| 2017 | 第28回全米製作者組合賞                   | 映画部門                |                          | ノミネート | [ 39 ]        |
| 2017 | 全米撮影監督協会賞                       | 映画部門                | ブラッドフォード・ヤング | ノミネート | [ 40 ]        |
| 2017 | 第89回アカデミー賞                       | アカデミー音響編集賞    | Sylvain Bellemare        | 受賞       | [ 41 ]        |
| 2017 | 第89回アカデミー賞                       | アカデミー作品賞        |                          | ノミネート | [ 41 ]        |
| 2017 | 第89回アカデミー賞                       | アカデミー監督賞        | ドゥニ・ビルヌーブ       | ノミネート | [ 41 ]        |
| 2017 | 第89回アカデミー賞                       | アカデミー脚色賞        |                          | ノミネート | [ 41 ]        |
| 2017 | 第89回アカデミー賞                       | アカデミー録音賞        |                          | ノミネート | [ 41 ]        |
| 2017 | 第89回アカデミー賞                       | アカデミー撮影賞        |                          | ノミネート | [ 41 ]        |
| 2017 | 第89回アカデミー賞                       | アカデミー編集賞        |                          | ノミネート | [ 41 ]        |
| 2017 | 第89回アカデミー賞                       | アカデミー美術賞        |                          | ノミネート | [ 41 ]        |

## 関連書籍
- 『ドゥニ・ヴィルヌーヴの世界 アート・アンド・サイエンス・オブ・メッセージ』 著：タニア・ラポイント　序文：テッド・チャン　訳：阿部清美、DU BOOKS、2023年2月、ISBN 978-4866471686。